# الحرب العربية الباردة
الحرب العربية الباردة (بالإنجليزية: Arab Cold War) أو صراع مصر والسعودية بالوكالة (بالإنجليزية: Egypt-Saudi Arabia proxy conflict) كانت سلسلة من الصراعات في الوطن العربي بين الجمهوريات الجديدة بقيادة جمال عبد الناصر من مصر وتعتنق القومية العربية، والاشتراكية العربية، والوحدة العربية، والممالك التقليدية، بقيادة الملك فيصل السعودي. بدأت فترة الصراع في أعقاب الثورة المصرية عام 1952 وصعود عبد الناصر للسلطة، واستمرت حتى عام 1970، عندما توفي، على الرغم من أن البعض يعتقد أنها استمرت حتى النهاية الأخيرة للحرب الباردة في عام 1991.
وعلى الرغم من بدايتها خلال الحرب الباردة العالمية وعهد إنهاء الاستعمار الأوروبي، وصلاتها وتفاعلاتها مع تلك الحرب الباردة الأوسع، فإن الحرب العربية الباردة لم تكن اشتباكا بين النظامين الرأسمالي و‌الماركسي اللينيني. وكان الجانبان من الجمهوريات القومية العربية، وعادة ما يكون شبه اشتراكية وعروبية في التوجه، والممالك التقليديين، وعادة ما تكون مع الهياكل الاقتصادية شبه الإقطاعية أو الريعية. وكانت الدولة القومية العربية الرائدة خلال هذه الفترة هي مصر، يتبعها عن كثب وفي منافسة مع سوريا (التي اتحدت معها مصر لفترة وجيزة لتشكل الجمهورية العربية المتحدة في الفترة من 1958 إلى 1961). كانت الملكية المحافظة الرائدة هي السعودية، حيث سقطت الأردن (والعراق في البداية) على مضض في نفس المعسكر ولكن تنافسه.
وعلى الرغم من أنه من الناحية النظرية، فإن كل الدول العربية تقريبا كانت غير منحازة خلال هذه الفترة، عمليا، الجمهوريات القومية، باستثناء ملحوظ من لبنان، كانت متحالفة مع الاتحاد السوفيتي، حتى أن معظمها قمعت الأحزاب الشيوعية بلا رحمة داخل دولها، في حين أن الممالك المحافظة تلقت بشكل عام مساعدة عسكرية من الولايات المتحدة.
وقد صاغ مصطلح «الحرب الباردة العربية» العالم السياسي الأمريكي والباحث في الشرق الأوسط مالكولم ه. كير، في كتابه لعام 1965 من ذلك العنوان، والطبعات اللاحقة.

## معلومات أساسية
وعلى مدى هذه الفترة، يختلف تاريخ الدول العربية اختلافا كبيرا. في عام 1956، عام أزمة السويس، فقط مصر وسوريا ولبنان وتونس والسودان، بين الدول العربية كانت جمهوريات ؛ كلها، إلى حد ما، انضمت إلى الإيديولوجيا القومية العربية، أو على الأقل التشدق بها. الأردن والعراق كلاهما من الملكيات الهاشمية ؛ المغرب وليبيا والسعودية وشمال اليمن كان لها كل من السلالات المستقلة ؛ وظلت الجزائر وجنوب اليمن وسلطنة عمان والدول المتصالحة تحت الحكم الاستعماري. وبحلول عام 1960، كان للعراق وتونس والجزائر وشمال اليمن حكومات جمهورية أو حركات تمرد قومية عربية في حين كان للبنان حرب شبه أهلية بين الفصائل المتحالفة مع الولايات المتحدة والفصائل القومية العربية داخل الحكومة.
ما دامت الصراعات في الفترة الزمنية تتفاوت بمرور الزمن ومع اختلاف المواقع ووجهات النظر، فإن تواريخها تختلف، تبعاً للمصادر. فالمصادر الأردنية، على سبيل المثال، تؤرخ بدء الحرب الباردة العربية حتى أبريل 1957، في حين أن المصادر الفلسطينية تشير إلى أن الفترة من 1962 إلى 1967 هي الأكثر أهمية بالنسبة لها ولكن في السياق العربي الأكبر.

## تاريخ
في عام 1952 تم خلع الملك فاروق من مصر من قبل حركة الضباط الأحرار بموجب برنامج لتفكيك الإقطاع وإنهاء النفوذ البريطاني في مصر. وفي عام 1953 ، قام الضباط، بقيادة ناصر، بإلغاء الملكية وأعلنوا مصر جمهورية. في 26 يوليو 1956، أممم ناصر قناة السويس، بعد سحب العرض الذي تقدمت به بريطانيا والولايات المتحدة لتمويل بناء سد أسوان، والتي كانت استجابة لعلاقات مصر الجديدة مع الاتحاد السوفيتي. فقد ردت بريطانيا وفرنسا وإسرائيل باحتلال القناة، ولكنها اضطرت إلى التراجع في ما يعرف بأزمة قناة السويس. وقد خرج ناصر من الأزمة بقدر عظيم من الهيبة، باعتباره «القائد الذي لا جدال فيه للقومية العربية».